# Danilo Luiz da Silva
Danilo Luiz da Silva (n. 15 iulie 1991, Bicas, Sabará, Brazilia), cunoscut ca Danilo, este un fotbalist brazilian, care joacă pe post de fundaș la Flamengo în Campeonato Brasileiro da Série A. Pe plan internațional, are prezențe la națională pentru Brazilia U-20⁠(d), Brazilia U23⁠(d) și Brazilia.

## Carieră

### America Mineiro
A început să joace în categoriile inferioare la America Mineiro din Brazilia la vârsta de 12 ani. În 2009, a jucat cu prima echipa si a castigat Serie C, cea de-a treia divizie a țării.

### Santos F. C.
În mai din 2010, a fost semnat de către Santos. Investitor DIS Esporte, au rămas cu 37,5% din drepturile economice libere și restul de 25%, a rămas America Mineiro. A câștigat Campionatul Paulista în 2011 și a jucat două sezoane în Serie A, prima divizie a țării. A jucat toate cele 90 de minute în cele două meciuri în finala din Copa Libertadores de America în 2011, cu Peñarol din Uruguay. A marcat golul care a dat victoria și campionatul lui Santos.

### F. C. Porto
La începutul lunii ianuarie din 2012, FC Porto a plătit lui Santos 18 milioane de euro pentru fundașul brazilian, fiind cel de-al doilea cel mai scump jucător din istoria clubului. Benfica a ajuns să ofere 10 milioane de euro, dar era deja târziu, Porto s-a făcut cu serviciile lui.
A jucat ca rezerva lui Cristian Săpunaru în începuturile sale, dar în curând avea să devină prima opțiune pentru Vítor Pereira, cu compatriotul său Alex Sandro -care a semnat în același timp - astfel încât a-u ajutat în defensivă pentru a câștiga Primeira Liga.
Danilo a marcat al patrulea său gol din sezonul 2014-15 pe 18 februarie 2015, despăgubiri de un penalty la 1-1 împotriva lui FC Basel , în prima faza eliminatorie a UEFA Champions League , fiind primul său gol internațional.

### Real Madrid C. F.
Pe 31 martie de 2015, s-a oficializat transferul său la Real Madrid C. F., pe 31,5 milioane de euro, ramând la FC Porto până la sfârșitul sezonului și apoi alăturânduse lui Real Madrid. Pe 9 iulie , a fost prezentat pe stadionul Santiago Bernabeu ca nou jucător merengue.

### Manchester City F. C.
Pe 22 iulie 2017, în timpul pre-sezonului lui Real Madrid, în Los Angeles, se oficializează transferul său la Manchester City, antrenată de Pep Guardiola care a fost cheia în semnarea jucătorului brazilian cu gruparea citizen.